# 몽고메리 젠트리
몽고메리 젠트리(영어: Montgomery Gentry)는 켄터키주에서 결성된 에디 몽고메리와 트로이 젠트리로 구성된 미국의 컨트리 음악 듀오이다. 몽고메리와 젠트리는 1990년대에 만났으며, 몽고메리의 형제 존 마이클 몽고메리와 함께 3명이서 얼리 타임스(Early Tymz)라는 밴드를 결성하였다. 이 밴드는 몽고메리 젠트리 듀오가 정식으로 결성되기 전 일종의 전신으로 여겨지고 있다. 1999년, 젠트리는 음악 경연 대회에 혼자 참여하였다. 젠트리는 마땅한 음악 레이블을 찾지 못하였고, 1991년 에디 몽고메리와 재결합하면서 몽고메리 젠트리가 정식으로 결성되었다. 몽고메리 젠트리는 서던 록의 영향을 받은 것으로 알려져 있다.
몽고메리 젠트리는 다음과 같은 6장의 정규 음반 《Tattoos & Scars》 (1999), 《Carrying On》 (2001), 《My Town》 (2002), 《You Do Your Thing》 (2004), 《Some People Change》 (2006), 《Back When I Knew It All》 (2008)과 1장의 베스트 음반을 컬럼비아 내슈빌을 통해 발표하였다. 또한, 〈If You Ever Stop Loving Me〉, 〈Something to Be Proud Of〉, 〈Lucky Man〉, 〈Back When I Knew It All〉, 〈Roll with Me〉와 같은 노래들은 빌보드 핫 컨트리 송 차트에서 1위를 하였으며, 〈Gone〉을 포함한 10개의 노래는 1위는 하지 못했지만 10위 안에 들었다. Tattoos & Scars, My Town, You Do Your Thing은 미국 음반 산업 협회에서 플래티넘 인증을 받았다. 1999년, 몽고메리 젠트리는 아메리칸 뮤직 어워드에서 컨트리 우수신인상을 수상하였으며, 2000년에는 아카데미 오브 컨트리 뮤직과 컨트리 음악 협회에서 올해의 듀오상을 수상하였다. 2009년에는 그랜드 올 오프리에서 무대를 했다.
2010년, 레이블을 컬럼비아 레코드에서 독립 음반사인 애버리지 조스 엔터테인먼트로 옮겼으며, 2011년 10월 7번째 정규 음반인 《Rebels on the Run》이 발매되었다.
2017년 9월 8일 젠트리는 뉴저지주 메드퍼드에서 헬리콥터 추락 사고로 사망했다. 몽고메리 젠트리는 그날 저녁 공연을 가질 예정이었다. 젠트리의 죽음에도 불구하고, 에디 몽고메리는 몽고메리 젠트리라는 투어를 계속한다.

## 역사
제럴드 에드워드 몽고메리(Gerald Edward Montgomery)는 1963년 9월 30일 플로리다주의 세인트오거스틴에서 태어났으며, 트로이 젠트리(Troy Gentry)는 1967년 4월 5일 플로리다 주의 페리에서 태어났다. 몽고메리가 13살때, 부모님의 밴드 해럴드 몽고메리 앤 더 컨트리 리버 익스프레스(Harold Montgomery and the Country River Express)에서 드럼을 연주하였다. 1990년, 몽고메리는 형제 존 마이클 몽고메리와 트로이 젠트리와 함께 얼리 타임스(Early Tymz)라는 밴드를 결성하였다. 얼리 타임스가 해체된 후, 1990년대 초반 존 마이클 몽고메리는 솔로로 전향하였다. 1994년, 트로이 젠트리는 진 빔 내셔널 탤런트 콘테스트에 참가하여 우승하였다. 젠트리 또한 솔로로 활동하기를 원했으나, 음반사를 구하지 못하였으며 에디 몽고메리와 재결합하여 듀스(Deuce)라는 이름으로 나이트클럽에서 공연을 하기 시작하였다. 몽고메리와 젠트리는 나중에 현재의 이름으로 바꾸었고, 1999년 컬럼비아 내슈빌과 계약하였다.

## 음악 경력

### 1999-2000:Tattoos & Scars
몽고메리 젠트리는 데뷔 싱글 〈Hillbilly Shoes〉를 1991년 초에 발매하였다. 정식 발매 예정일보다 노래가 먼저 빌보드 차트에 올랐으며, 최종적으로는 컨트리 차트에서는 13위를, 빌보드 핫 100에서는 62위를 하였다. 라디오에서 "Hillbilly Shoes"를 틀어주는 횟수가 많았기 때문에, 데뷔 음반 《Tattoos & Scars》를 5월에서 4월 6일로 발매일을 앞당겼다.
〈Lonely and Gone〉은 두 번째 싱글로, 컨트리 차트에서 5위에 순위를 올렸다. 세 번째 싱글인 〈Daddy Won't Sell the Farm〉은 로빈 브랜다와 캐나다의 컨트리 가수 스티브 폭스가 공동 작사하였으며, Society of Composers, Authors and Music Publishers of Canada에서 올해의 노래상을 수상하였다. 그 후에 발매한 "Self Made Man", "All Night Long"도 컨트리 차트에 둘다 31위에 순위를 올렸다. "All Night Long"는 "Hillbilly Shoes"의 B-사이드곡으로, 찰리 대니얼스가 피처링한 노래이다. 몽고메리 젠트리는 2000년 컨트리 음악 협회 올해의 보컬 듀오상을 수상하였으며, 1992년부터 8년간 이 상을 수상한 브룩스 & 던은 수상하지 못하였다. 몽고메리 젠트리는 또한 아카데미 오브 컨트리 뮤직에서도 신인 보컬 듀오상을 수상하였고, 아메리칸 뮤직 어워드에서도 컨트리 우수신인상을 수상하였다. 2000년 말, "All Night Long"의 B-사이드곡인 로버트 얼 킨의 노래 〈Merry Christmas from the Family〉를 리메이크한 동명의 싱글이 컨트리 음악 차트 38위에 오르기도 했다. Tattoos & Scars는 미국 음반 산업 협회에서 플래티넘 인증을 받았다.
서던 록의 영향을 받은 음반은 전반적으로 좋은 평을 받았다. 올뮤직의 톰 쥬릭은 별 다섯개 중에 네개를 주었고, ‘올해 최고의 팝 음반 중 하나다.’라고 평했다. 엔터테인먼트 위클리의 얼래나 내시는 등급 B를 주었으며, 테스토스테론의 가득한 음반이라고 평했다. 하지만, 컨트리 스탠더드 타임의 제프리 B. 렘스는 특수성이 부족한 음반이고, 대니얼스와 트래비스 트릿의 파생된 음반이라고 평했다.

### 2000-2001:Carrying On
몽고메리 젠트리는 두 번째 정규 음반 《Carrying On》을 2001년 중반에 발매하였다. 첫 싱글 〈She Couldn't Change Me〉는 컨트리 차트에서 2위를 하였고, 핫 100 차트에서 37위를 하였다. 다른 싱글인 "Cold One Comin' On"은 컨트리 차트에서 23위를 하였다. 음반에는 웨일런 제닝스의 〈I'm a Ramblin' Man〉을 커버한 노래가 수록되어 있다. 2002년 3월, 《위 워 솔저스》의 사운드트랙 "Didn't I"는 컨트리 차트에서 45위를 하였으며, 공식적으로 싱글로 발매하지는 않았다. 몽고메리 젠트리는 Brooks & Dunn Neon Circus & Wild West Tour에서 토비 키스, 키스 어번과 함께 진 빔의 스폰서를 받아 콘서트 투어를 시작하였다. 2002년 말기에는 케니 체스니의 투어 No Shoes, No Shirt, No Problems tour에 참여하였다.
소니 뮤직 내슈빌 영업 마케팅부의 상무 마이크 크라스키는 Carrying On이 Tattoos & Scars보다 훨씬 더 예술적으로 성장하였으며, 개성있다고 평했다. 컨트리 스탠더드 타임의 마이크 클라크는 안정적이였으며, 노래들이 매우 좋다고 하였다. 이 음반은 50만장 이상을 팔아 골드 인증을 받았다.

### 2002-2004:My Town
2002년 8월 27일, 몽고메리 젠트리는 《My Town》을 발매하였다. 앞서 발매한 음반들은 조 스케이프가 프로듀서를 하였지만, 이 음반은 블레이크 챈시가 프로듀서를 하였다. 첫 싱글 〈My Town〉과 다음 싱글 〈Speed〉은 둘다 컨트리 차트에서 5위를 하였으며, 〈Hell Yeah〉는 4위를 하였다. 또한 몽고메리 젠트리는 블레이크 셸턴, 앤디 그리그스와 함께 트레이시 버드의 2003년 싱글 〈The Truth About Men〉의 뮤직비디오에 게스트로 출연하였다. 2004년 3월, My Town은 두 번째로 플래티넘 인증을 받은 음반이 되었다.
룰먼은 음반에 대해 긍정적으로 평했으며, 컨트리 스탠더드 타임의 톰 네덜란드는 최고의 음반이라고 평했다.

### 2004-2006:You Do Your Thing,Something to Be Proud Of: The Best Of 1999-2005
2004년 중반, 4번째 음반인 《You Do Your Thing》을 발매하였다. 첫 번째 싱글인 〈If You Ever Stop Loving Me〉는 처음으로 컨트리 차트에서 1위를 하였으며, 핫 100차트에서도 30위를 하였다. 그 후에 발매된, 〈Gone〉은 컨트리 차트에서 3위를 하였으며, 〈Something to Be Proud Of〉 또한 1위를 하였다. "Gone"은 2005년에 컨트리 음악 듀오 중에서 가장 많이 플레이된 노래였으며, 500,000건의 음악 다운로드 횟수를 보여, 골드 인증을 받았다. You Do Your Thing은 몽고메리 젠트리의 음반 중 세 번째로 플래티넘 인증을 받았다. 컨트리 스탠더드 타임의 릭 벨은 노래의 가사는 서던 록을 촉발시켰으며, 최고의 기타 소리와 쿵쾅거리는 타악기의 소리가 좋은 음반이라고 평했다. 올뮤직의 쥬릭은 현대 컨트리와 가장 관련이 깊은 몽고메리 젠트리는 너무 쉽게 좋은 음반을 만들어낸다고 하였다. 몽고메리 젠트리는 2004년 말부터 2005년 초까지 트레이스 애드킨스와 함께 콘서트 투어를 하였다.
"Something to Be Proud Of"는 몽고메리 젠트리의 첫 번째 베스트 음반 《Something to Be Proud Of: The Best of 1999-2005》의 타이틀곡이다. "Didn't I", "Merry Christmas from the Family" 등이 수록된 이 베스트 음반은 2005년 11월에 발매되었다. 또한, 이 음반에는 신곡 〈She Don't Tell Me To〉도 수록되어 있었으며, 이 곡은 2006년 초에 싱글로 발매되어 컨트리 차트에서 5위를 하였다. Something to Be Proud Of는 골드 인증을 받았다.

### 2006-2007:Some People Change
4번째 정규 음반인 《Some People Change》는 2006년 10월에 발매되었다. 젠트리는 에드먼턴 선에서 첫 번째 싱글 〈Some People Change〉는 가정 문제, 가족간의 사랑, 이웃간의 사랑을 기반으로 한 노래이며, 자신의 내면에 존재하는 알코올 중독, 증오감, 차별 등과 같은 나쁜 마음에 맞서 싸울 수 있게 해준다고 하였다. "Some People Change"는 컨트리 차트에서 7위를 하였다. 〈Lucky Man〉과 〈What Do Ya Think About That〉은 각각 1위와 3위를 하였다. 2008년, "Lucky Man"은 그래미상 최우수 컨트리 퍼포먼스 부문에 후보로 올랐으며, 처음 그래미상 후보에 올랐다.
Some People Change는 그 당시에 가장 낮은 판매량을 보였다. 소니 뮤직 내슈빌의 조 갤런티는 음반의 저조한 판매량의 이유는 베이스에서의 위치를 벗어났으며, 몽고메리 젠트리 특유의 개성이 있는데, 그에 비해 부드러웠기 때문이라고 하였다. 뉴욕 타임스의 켈레파 새네는 You Do Your Thing보다 감정 표현이 너무 숨김이 없다고 하였으며, 이 노래의 컨트리적인 코러스는 그 누구도 할 수 없다고 하였다. 엔터테인먼트 위클리의 크리스 윌먼은 C 등급을 매기며, 부정적으로 평했다. 올뮤직의 쥬릭은 비교적 명작이라고 하였으며, 듀오의 새로운 정점이라고 하였다.

### 2008-2009:Back When I Knew It All
2008년, 멤피스에 위치한 아덴트 스튜디오에서 6번째 스튜디오 음반 《Back When I Knew It All》의 수록곡들을 녹음하였다. 블레이크 챈시가 프로듀싱을 하였다. 타이틀곡인 〈Back When I Knew It All〉은 컨트리 차트에서 1위를 하였다. 다음 싱글인 〈Roll with Me〉는 파이브 포 파이팅이 백 코러스를 하였으며, 이 노래 또한 컨트리 차트에서 1위를 하였다. 세 번째 싱글 〈One in Every Crowd〉는 몽고메리, 킴 트리블, 트릭 포니의 전 멤버 아이라 딘이 작업한 노래이며, 컨트리 차트에서는 5위를 하였다. 네 번째 싱글 〈Long Line of Losers〉는 컨트리 차트에서 23위를 하는데 그쳤다. 2008년 중반에는 토비 키스와 함께 콘서트 투어를 하였으며, "I Pick My Parties"을 함께 작업한 테리 클라크가 게스트 보컬로 참여하였다. 음반 수록곡 중 "God Knows Who I Am"은 집시의 멤버 릴리 메이 리슈가 피처링하였다. 톰 쥬릭은 열혈팬들은 이 음반을 좋아하겠지만, 많고 새로운 것들을 얻을 수 있는 음반은 아니다라고 하였다.
2009년 5월 26일, 몽고메리 젠트리는 찰리 대니얼스가 공식적으로 그랜드 올 오프리의 멤버로 초대하였다. 6월 23일, 마티 스튜어트와 리틀 지미 디킨스는 몽고메리 젠트리를 멤버로 승인하였다. 2009년 5월에는 크래커 배럴 레스토랑에서 독점적으로 컴필레이션 음반 For Our Heroes을 발매하였다. 이 음반에는 "Didn't I"과 같은 미공개곡 3곡을 포함하여 총 12곡이 수록되었다. 레스토랑은 음반 수익금을 운디드 워리어 프로젝트에 기부하였다.

### 2009-2011:Freedom과Hits and More: Life Beside A Gravel Road
2009년 9월 30일, 몽고메리 젠트리는 싱글 "Oughta Be More Songs About That"을 발매하였다. 이 노래는 Freedom이라는 음반에 수록될 예정이였다. 또한, "Freedom Never Goes Out of Style"이라는 노래도 작업하였다. 음반사는 Freedom이라는 음반 대신에, EP로 발매하며 Hits and More: Life Beside a Gravel Road라는 제목으로 정하였다. 이 음반에는 기존 노래들과 신곡 3곡이 포함되어 있었다. 먼저 싱글 "While You're Still Young"은 발매하였는데, 2010년 중반에 32위를 하였다. 2010년 9월 17일 EP가 발매하기 전, 몽고메리 젠트리는 컬럼비아와의 계약 기간이 만료되었다. 몽고메리 젠트리는 컬럼비아 레코드와의 재계약을 하지 않았으며, Hits and More의 발매 계획의 보류되었다.

### 2011-2012:Rebels On The Run과Friends and Family
2011년 3월 몽고메리 젠트리는 애버리지 조스 엔터테인먼트와 계약하였다. 10월 18일 스튜디오 음반 《Rebels on the Run》이 발매되었으며, 첫 번째 싱글은 〈Where I Come From〉이다. 2012년 초, "Where I Come From"은 컨트리 차트에서 8위를 하였다.
2012년 10월 23일에는 Friends and Family. 라는 제목의 디지털 전용 EP를 발매했다. EP에는 싱글로 발매되었던 "I'll Keep the Kids"를 포함하여 네 개의 트랙이 수록되었다.

## 음악 스타일

2010년 4월 17일 넬리스 공군 기지에서 공연중인 트로이 젠트리

몽고메리 젠트리는 서던 록의 영향을 받았다. 올뮤직의 스티브 휴이는 레너드 스키너드, 마셜 터커 밴드, 찰리 대니얼스와 같은 서던 로커 가수들의 사운드를 떠올린다고 한다. 또한, 레너드 스키너드와 행크 윌리엄스 주니어의 음악적 영향을 받았다. 몽고메리와 젠트리는 번갈아 가면서 리드 싱어를 맡으며, 젠트리는 가끔 어쿠스틱 기타를 연주한다. 몽고메리의 거친 바리톤의 음색과 젠트리의 음역과 프레이징은 매우 독창적인 화음을 낸다는 평가도 있었다. 리처드 쿡의 책 Country에서 젠트리의 노래는 달콤한 하이 테너이며, 몽고메리의 낮은 바리톤의 음색을 보완한다고 한다. 또한, 리처드는 몽고메리 젠트리는 에너지 넘치는 공연을 한다고 한다. "My Town"과 같은 많은 미드 템포 노래는 시골 생활을 테마로 하고 있다.

## 사생활
2006년 11월 27일, 울타리에서 길러지던 곰을 살해한 혐의가 있던 젠트리가 유죄로 선고받았다. 형량 협상에 따라, 젠트리는 15,000달러의 벌금을 지불하기로 합의하였고, 5년 동안 미네소타에서 사냥, 낚시를 포기하게 되었으며, 2004년 동물들을 사냥하는데 사용되었던 활과 곰인형들을 전부 몰수당했다. 젠트리는 자신의 행동에 대해 2010년 11월 9일 공식 웹 사이트에 사과문을 게재했다.
2010년 11월, 몽고메리는 그레이트 아메리칸 컨트리에서 전립선암에 걸렸다고 밝혔다. 암은 한달 후에 성공적으로 완치되었다. 같은 해, 몽고메리의 아내 트레이시는 몽고메리와 이혼하였다고 발표하였다. 두 사람은 네 아이가 있으며, 20여년 동안 결혼 생활을 하였다. 처음에 몽고메리는 자신의 트위터와 페이스북에 트레이시가 '자신의 병을 감당하기'를 원치 않았기 때문에 이혼하였다고 하였지만, 트레이시는 이 말을 부정하였다.
젠트리는 앵기 매클루어와 1999년 말에 결혼하였다. 둘 사이에는 2002년 11월에 태어난 케일리라는 딸이 있다. 또한, 젠트리는 테일러라는 전처에게서 난 딸도 있다.

## 음반 목록
- 《Tattoos & Scars》 (1999)
- 《Carrying On》 (2001)
- 《My Town》 (2002)
- 《You Do Your Thing》 (2004)
- 《Some People Change》 (2006)
- 《Back When I Knew It All》 (2008)
- 《Rebels on the Run》 (2011)
- 《Folks Like Us》 (2015)
- 《Here's to You》 (2018)
- 《20 Years of Hits》 (2018)
- 《Outskirts》 (2019)

에디 몽고메리
- 《Ain't No Closing Me Down》 (2021)

## 수상 및 후보
| 연도 | 시상식                    | 수상 부문                                                                                       | 결과 |
| ---- | ------------------------- | ----------------------------------------------------------------------------------------------- | ---- |
| 1999 | 컨트리 음악 협회          | 올해의 보컬 듀오                                                                                | 후보 |
| 2000 | 아메리칸 뮤직 어워드      | 우수신인상 - 컨트리                                                                             | 수상 |
| 2000 | 아카데미 오브 컨트리 뮤직 | 인기 보컬 듀오                                                                                  | 후보 |
| 2000 | 아카데미 오브 컨트리 뮤직 | 인기 보컬 듀오 / 그룹                                                                           | 수상 |
| 2000 | 컨트리 음악 협회          | 올해의 보컬 듀오                                                                                | 수상 |
| 2001 | 아카데미 오브 컨트리 뮤직 | 인기 보컬 듀오                                                                                  | 후보 |
| 2001 | 컨트리 음악 협회          | 올해의 보컬 듀오                                                                                | 후보 |
| 2002 | 아카데미 오브 컨트리 뮤직 | 인기 보컬 듀오                                                                                  | 후보 |
| 2002 | 컨트리 음악 협회          | 올해의 보컬 듀오                                                                                | 후보 |
| 2003 | 아카데미 오브 컨트리 뮤직 | 인기 보컬 듀오                                                                                  | 후보 |
| 2003 | 컨트리 음악 협회          | 올해의 보컬 듀오                                                                                | 후보 |
| 2003 | 컨트리 음악 협회          | 올해의 보컬 이벤트 - 〈The Truth About Men〉 (with 트레이시 버드, 앤디 그리그스, 블레이크 셸턴) | 후보 |
| 2004 | 아카데미 오브 컨트리 뮤직 | 인기 보컬 듀오                                                                                  | 후보 |
| 2004 | 컨트리 음악 협회          | 올해의 보컬 듀오                                                                                | 후보 |
| 2005 | 아카데미 오브 컨트리 뮤직 | 인기 보컬 듀오                                                                                  | 후보 |
| 2005 | 컨트리 음악 협회          | 올해의 보컬 듀오                                                                                | 후보 |
| 2006 | 아카데미 오브 컨트리 뮤직 | 인기 보컬 듀오                                                                                  | 후보 |
| 2006 | 컨트리 음악 협회          | 올해의 보컬 듀오                                                                                | 후보 |
| 2007 | 아카데미 오브 컨트리 뮤직 | 인기 보컬 듀오                                                                                  | 후보 |
| 2007 | 컨트리 음악 협회          | 올해의 보컬 듀오                                                                                | 후보 |
| 2008 | 그래미상                  | 베스트 컨트리 보컬 퍼포먼스 듀오 / 그룹 - "Lucky Man"                                           | 후보 |
| 2008 | 아카데미 오브 컨트리 뮤직 | 인기 보컬 듀오                                                                                  | 후보 |
| 2008 | 컨트리 음악 협회          | 올해의 보컬 듀오                                                                                | 후보 |
| 2009 | 아카데미 오브 컨트리 뮤직 | 올해의 음반 - Back When I Knew It All                                                           | 후보 |
| 2009 | 아카데미 오브 컨트리 뮤직 | 인기 보컬 듀오                                                                                  | 후보 |
| 2009 | 컨트리 음악 협회          | 올해의 보컬 듀오                                                                                | 후보 |